# 조선적십자종합병원
조선적십자종합병원(朝鮮赤十字綜合病院)은 조선민주주의인민공화국 평양시에 위치한 병원이다. 1949년 10월 30일 중앙종합병원이라는 명칭으로 설립되었으며, 1972년 10월에 김일성훈장을 수훈했다. 평양의 유력 병원 중 하나이다.

## 그 외의 병원들
- 김만유병원
- 보건성치과종합병원
- 평양산원
- 695병원